# مايك لاثام
مايك لاثام (14 يناير 1939 في المملكة المتحدة - ) (بالإنجليزية: Mike Latham)‏ هو لاعب كريكت بريطاني. لعب مع نادي مقاطعة سومرست للكريكت ‏ وNorthumberland County Cricket Club ‏.